# Joaquín Madolell Estévez
Joaquín Jesús Madolell Estévez (Melilla, 23 d'abril de 1923 - Madrid, 1 d'octubre de 2011), va ser un militar de l'arma d'Aviació i el primer espia espanyol infiltrat en els serveis secrets militars de la Unió Soviètica. Joaquín Madolell va ser l'actor principal de l'operació Mari (Madolell-Rinaldi), acció conjunta entre Espanya, Itàlia i Estats Units, que va culminar amb la desarticulació de la major xarxa de la intel·ligència militar russa descoberta al sud d'Europa durant la Guerra Freda.
Les peripècies que va viure aquest espia doble en el transcurs de l'Operació Mari (1964-1967), van posar en perill la seva vida després d'acceptar viatjar a Moscou, malgrat les reticències dels seus comandaments. A la capital soviètica agents russos d'intel·ligència es van encarregar de formar-lo en tècniques avançades de microfilmació, recepció i emissió de comunicacions per radiotransmissor en codi, desencriptació de missatges xifrats, camuflatge de material, localització, elecció i ús de bústies, iniciació a la tècnica del micropunt, llenguatge convingut, claus i contrasenyes, així com ús de tinta simpàtica (invisible).

## Biografia
Joaquín Jesús Madolell Estévez va néixer a les onze del matí d'un 21 d'abril de 1923, al carrer de Toledo, número 23, de Melilla. Fill del jornaler ferroviari Juan Madolell i d'Eloísa Estévez, la desgràcia aguaitaria Joaquín des del seu naixement, ja que la seva mare va morir a conseqüència de les seqüeles del part. Davant la impossibilitat de mantenir-lo, el seu progenitor el va lliurar a l'Associació General de Caritat. Aquesta institució, regentada per monges de l'ordre de les Filles de la Caritat, feia d'escola, així com d'asil de nens i ancians (se la coneixia com la Gota de Llet de Melilla). L'estada de Madolell a l'orfenat de les Filles de la Caritat de Melilla es perllonga fins als 18 anys, edat en la qual sol·licita l'ingrés a l'Exèrcit de l'Aire com a soldat voluntari. Aviat, la vida professional de Joaquín Madolell queda lligada al paracaigudisme, ja que el 1947 passa a formar part de la primera promoció de paracaigudistes de l'Escola Militar de Paracaigudisme de l'aeròdrom d'Alcantarilla (Múrcia). Joaquín Madolell va arribar a convertir-se en l'instructor paracaigudista més agosarat de l'escola, la qual cosa li va portar a batre fins a tres marques nacionals en un mateix salt el 1955 en romandre durant 30 segons en l'aire, saltar des de 3.000 metres d'altura i ser el primer paracaigudista d'Espanya a aconseguir els 200 salts en obertura retardada (caiguda lliure). Joaquín Madolell va abandonar Alcantarilla el 1958 i va recalar a Madrid on va passar a dependre del Comandament de la Defensa Aèria, activitat que va combinar amb la d'instructor paracaigudista en el primer paraclub civil de Madrid, situat a l'aeròdrom de Cuatro Vientos. Allí coneixerà Giorgio Rinaldi, as paracaigudista italià i agent soviètic del GRU (Glavnoe Razvedivatelnoie Upravlenie), sigles de la Direcció Principal d'Informació de l'Estat Major General de les Forces Armades soviètiques. Serà el propi Rinaldi qui li proposi col·laborar en tasques d'informació amb els soviètics, encara que li va aclarir que de cap manera contra els interessos d'Espanya, sinó obtenint informació de les bases nord-americanes situades a Torrejón de Ardoz, Morón de la Frontera (Sevilla) i Saragossa. Davant d'aquesta proposició, Madolell es va presentar immediatament davant el seu superior, a qui va detallar el succeït. Als pocs dies, va rebre l'ordre de presentar-se davant el tinent coronel Ricardo Arozarena Girón, cap de Contraespionatge de la Tercera Secció de l'Alt Estat Major. Una vegada explicat l'assumpte, serà el propi Arozarena qui li pregunti si en el cas que l'oferiment seguís endavant de manera definitiva i el fitxatge es concretés estaria disposat a exercir el paper d'agent doble. Madolell va respondre afirmativament.

### Operació Mari
L'operació Mari va començar al maig de 1964 quan, en plena Guerra Freda, el Pacto de Varsòvia va desplegar una fina xarxa d'espies per tota l'Europa mediterrània a fi de calibrar el potencial militar de l'OTAN. En combinació amb la CIA i els serveis secrets italians, els militars de l'Alt Estat Major facilitaven al subtinent Madolell documentació autèntica no sensible o que pogués modificar-se en poc temps de les bases estatunidenques, així com material obsolet però amb aspectes de versemblança. Segons avançava la missió, els serveis secrets occidentals implicats van obtenir valuosos coneixements sobre la conducta i les tècniques soviètiques, encara que els militars espanyols mai van deixar d'observar les múltiples deficiències, materials i formatives, del contraespionatge espanyol. Malgrat això, el subtinent Madolell viatjarà fins a Moscou, via París, amb un passaport fals a nom de Ramón González Álvarez, ja que els agents del GRU van decidir formar-lo en les més avançades tècniques d'espionatge. A la capital de l'imperi soviètic, Joaquín Madolell va viure 17 dies al límit encara que també va tenir temps de veure la desfilada militar del Dia Internacional dels Treballadors, celebrat el primer dia de maig a la Plaça Vermella de Moscou, o d'assistir a una representació del ballet d' El llac dels cignes al Teatre Bolxoi.
A la tornada de Moscou (maig 1965), l'operació Mari va continuar amb Joaquín Madolell exercint d'agent doble fins que el 15 de març de 1967 els serveis secrets italians van detenir Armand Girard, subaltern de Giorgio Rinaldi, amb microfotografies de les bases aèries de Torrejón de Ardoz i Aviano a la frontera entre França i Itàlia. L'arrest de Girard va comportar l'imminent arrest de Rinaldi i de la seva dona, Angela Maria, més coneguda com a Tsarina. Un cop detinguts els tres súbdits italians, va començar una carrera per destapar al major nombre possible d'agents i col·laboradors de la xarxa. El primer d'ells va ser Jurij Pavlenko, agregat de l'ambaixada soviètica a Roma per cobertura però espia del GRU de professió. Després de la invitació per part de les autoritats italianes a fer la maleta despatxada a Pavlenko, es van succeir els primers arrests i expulsions. A Grècia, Xipre, Àustria van ser arrestats els encarregats de les transmissions de la xarxa soviètica. A més van ser comminats a marxar expulsats Albert Sakhàrov, segon secretari de l'ambaixada a Atenes, i Igor Otxurkov, representant de l'Oficina Comercial. De Xipre també van partir cap a Moscou, amb ordre d'expulsió i declaració de persona non grata, el rus Nicolai Ranov, representant d'Aeroflot, i el diplomàtic Boris Petrine, agregat de l'ambaixada. Van ser bastants més els que van fugir de legacions diplomàtiques; entre ells Mikhaïl Badin, coronel cap del GRU assignat a Viena, qui dirigi la xarxa de Rinaldi.

### Relleu en el KGB
Entre les repercussions de l'operació Mari, la CIA va relacionar la caiguda de la xarxa d'espionatge del GRU en el Mediterrani amb el canvi en la direcció del KGB anunciat per l'agència estatal de notícies russa TASS el 19 de maig de 1967, dos mesos després de l'empresonament del matrimoni Rinaldi i de Girard. L'encarregat de comandar el KGB des d'aquesta data va ser Iuri Andrópov, qui el 12 de novembre de 1982 va arribar a dirigir les destinacions de la Unió Soviètica fins a la seva defunció quinze mesos després. Un informe de l'Agència Central d'Intel·ligència nord-americana, remès des de l'estació de Brussel·les al juny de 1967, així ho indicava:
El març passat, la detenció a Itàlia de l'espia soviètic Rinaldi i alguns dels seus agents va conduir a l'exposició de nombrosos oficials soviètics d'intel·ligència que es van veure obligats a abandonar els països on estaven destinats. (...)
La recent exposició d'agents soviètics no ha minvat substancialment l'enorme capacitat de l'espionatge soviètic, encara que sí sembla haver tingut conseqüències, i molt serioses, en el propi KGB. Entre les activitats d'espionatge que duu a terme al llarg de tot el món, la KGB també carrega amb la responsabilitat d'assegurar i protegir del contraespionatge als seus propis agents i a aquells pertanyents al GRU (intel·ligència militar). Els recents descobriments d'agents de tots dos serveis, GRU i KGB, són la prova que la KGB ha subestimat la capacitat dels serveis europeus de seguretat i no han complert adequadament les seves responsabilitats en contraintel·ligència.
D'acord amb l'anunci de l'agència TASS del 19 de maig, Vladimir Semitxastnii ha estat reemplaçat recentment com a director del KGB per Iuri Andrópov. S'ha especulat que els canvis en el lideratge del KGB han estat provocats per la recent exposició de l'espionatge soviètic.
Entre els mèrits que acumula Andrópov per ocupar el lloc de cap del KGB, entre 1954 i 1957, va ostentar el càrrec d'ambaixador a Hongria des del qual va dirigir la repressió de la revolta hongaresa. Andrópov haurà de realitzar un veritable esforç per evitar els errors del seu predecessor i garantir l'efectivitat de l'espionatge soviètic. Brussel·les, nova capital d'Europa i caserna general de l'OTAN, serà l'objectiu principal de la seva llista.
Amb la utilització del terme "exposició" en aquest document classificat, la CIA es referia, entre altres operacions, a la identificació i caiguda de la major xarxa de l'espionatge militar rus en l'Europa mediterrània des de l'inici de la Guerra Freda. L'operació Mari havia contribuït a posar en qüestió fins l'aleshores intocable director dels serveis secrets soviètics, el líder comunista Vladimir Semitxastnii, en el càrrec des de novembre de 1961.

### Dies finals de la seva vida
En finalitzar l'operació Mari, Joaquín Madolell va retornar a l'Exèrcit de l'Aire, on va continuar treballant en diverses destinacions. Madolell va aconseguir el grau de comandant i va romandre lligat a Aviació fins a la seva jubilació el 21 d'abril de 1988. Després de llarga malaltia, l'1 d'octubre de 2011 va morir a Madrid.